# Spiesen-Elversberg
Spiesen-Elversberg és un municipi del districte de Neunkirchen a l'estat federat alemany de Saarland. Està situat aproximadament a 4 km al sud-oest de Neunkirchen, i a 15 km al nord-est de Saarbrücken.

## Nuclis
- Spiesen
- Elversberg